# Burim Kukeli
Burim Kukeli (Đakovica, el 16 de gener de 1984) és un futbolista albanès que juga com migcampista al club suís FC Zurich i la selecció albanesa.